# Regina Pfanger
Regina Pfanger (* 1957 in Landau/Pfalz) ist eine deutsche Lehrerin und Autorin. Sie ist in der Pfalz vor allem als Mundartdichterin bekannt.

## Leben
Regina Pfanger wuchs in Herxheim bei Landau/Pfalz auf und studierte in Mainz Germanistik und katholische Theologie. Danach war sie wissenschaftliche Mitarbeiterin im Fachbereich Katholische Theologie an der Johannes Gutenberg-Universität Mainz. Pfanger verbrachte fünfzehn Jahre in Malawi und Senegal und kehrte 2003 nach Deutschland zurück. Sie wurde Lehrerin in der IGS Kandel und engagierte sich für das Schulprojekt Kwa-Mojo in Uganda. Pfanger hat eine Ausbildung in Gestaltpädagogik, außerdem ist sie Interkulturelle Trainerin und Beraterin (Pädagogische Hochschule Heidelberg), daneben wirkte sie in der Schulseelsorge. 
Regina Pfanger schreibt Prosa und Lyrik in Hochdeutsch wie auch in Pfälzer Mundart, sie gewann mehrere Preise bei Mundartwettbewerben.
Die Autorin publizierte in zahlreichen Zeitschriften, Anthologien und Heimatblättern wie z. B. im "Herxheimer Heimatbrief", im "Heimat-Jahrbuch Südliche Weinstraße" und im Marburger "Horus".
Sie ist Mitglied im Literarischen Verein der Pfalz.
In einem Leserbrief an die Wochenzeitung Die Zeit erläuterte sie 2022 ihren Austritt aus der katholischen Kirche und ihren Übertritt in die EKD, einer der Gründe war die Diskussion um wiederverheiratete Geschiedene.
Regina Pfanger lebt in Herxheim.

## Werke
- Iwwerzwerch. Limericks. Agiro, 2015, ISBN 978-3-939233-47-3.
- Moussa oder das Bilderverbot. Sahel-pfälzische Künstlergeschichte. Mainz, Verlag Donata Kinzelbach, 2015, ISBN 978-3-942490-24-5.
- Fast eine Liebesgeschichte. Agiro 2014, ISBN 978-3-939233-20-6.
- Man denkt – und Frau irrt sich. Gedichte. Fouqué-Literaturverl. 2002, ISBN 978-3-8267-5267-4.
- Katrin Siebenter. Ein Entwicklungsroman. Stuttgart, Schmetterling-Verl. 1995, ISBN 978-3-926369-18-5.

## Auszeichnungen
- 2022 Lotto-Kunstpreis Rheinland-Pfalz, 5. bis 10.Platz[8]
- 2021 Sickinger Mundartdichter-Wettstreit 1.Platz Prosa[9]
- 2020 Bockenheim Mundartdichterwettstreit 2.Platz[10]
- 2020 Mundart-Wettbewerb Dannstadter Höhe[11]
- 2019 Sickingen Grumbeere Markt in Wallhalben 1.Platz Prosa[12]
- 2018 Mundart-Wettbewerb Dannstadter Höhe 6.Platz Lyrik[13]
- 2017 Mundart-Wettbewerb Dannstadter Höhe 5.Platz Lyrik sowie Publikumspreis[14]
- 2016 Bockenheim Mundartdichterwettstreit 2.Platz[15]

## Nachweise
1. ↑  Personen- und Studienverzeichnis. (PDF) Wintersemester 1986/1987. Johannes Gutenberg-Universität Mainz, S. 166, abgerufen am 24. Juni 2022.
2. ↑  25. Februar in Rohrbach: Lesung von Regina Pfanger mit Musik: Dehäm un Annerschtwu – Erlös für Kwa-Moyo. 14. Februar 2018, abgerufen am 18. April 2021 (deutsch).
3. ↑  Sonntags um 5: "Fremd in der Heimat - Heimat in der Fremde"– Rückblick | Vergangene Ausstellungen | Archiv – Kunstportal-Pfalz. Abgerufen am 18. April 2021.
4. ↑  Pfalz-Echo: Dehääm un annerschtwu | Pfalz-Echo. Abgerufen am 18. April 2021 (deutsch).
5. ↑  Gerhard Sommer: SÜW: Heimatjahrbuch des Landkreises beschäftigt sich mit Wandel in der Region. Die Rheinpfalz / Kreis Südliche Weinstraße, 15. September 2019, abgerufen am 23. Juni 2022.
6. ↑  DVBS - horus – Marburger Beiträge 4/2013. Abgerufen am 23. Juni 2022.
7. ↑  Leserbrief-Redaktion: 27. Januar 2022 - Ausgabe 5. 4. Februar 2022, abgerufen am 23. Juni 2022 (deutsch).
8. ↑  Kulturministerin Katharina Binz ehrte die Preisträger in Koblenz. Lotto-Kunstpreis unter dem Thema "Hoffnung" verliehen. glüXmagazin Lotto Rheinland-Pfalz, 29. November 2022, S. 6–7, abgerufen am 22. Januar 2023.
9. ↑  Sickinger Mundartdichter-Wettstreit. Abgerufen am 23. Juni 2022.
10. ↑  Manfred Dechert gewinnt den Pfälzischen Mundartdichterwettstreit – Die Räuber '77. Abgerufen am 18. April 2021 (deutsch).
11. ↑  33. Mundart-Wettbewerb: Das Finale und die Sieger 2020 | VG Dannstadt Schauernheim. Abgerufen am 18. April 2021.
12. ↑  Prosa: Grumbeere Markt - Wallhalben. Abgerufen am 18. April 2021.
13. ↑  31. Mundart-Wettbewerb Dannstadter Höhe 2018: Das Auf und Ab des Lebens – zwischen Kartenspiel und Kirche. 22. Mai 2018, abgerufen am 18. April 2021 (deutsch).
14. ↑  30. Mundart-Wettbewerb: Das Finale und die Sieger 2017 | VG Dannstadt Schauernheim. Abgerufen am 18. April 2021.
15. ↑  64. Pfälzischer Mundartwettbewerb in Bockenheim - Fotos. Abgerufen am 18. April 2021.

| Personendaten    | Personendaten                 |
| ---------------- | ----------------------------- |
| NAME             | Pfanger, Regina               |
| ALTERNATIVNAMEN  | Pfanger-Schäfer, Regina       |
| KURZBESCHREIBUNG | deutsche Lehrerin und Autorin |
| GEBURTSDATUM     | 1957                          |
| GEBURTSORT       | Landau/Pfalz                  |